# Харчевников, Семён Андреевич
Семён Андреевич Харчевников (17 апреля 1903, Славянск — 25 октября 1975) — паровозный машинист колонны паровозов особого резерва № 11 Народного комиссариата путей сообщения; по Указу — паровозный машинист депо Славянск Южно-Донецкой железной дороги.

## Биография
Родился 17 апреля 1903 года в городе Славянске Донецкой области Украины в рабочей семье. Трудовую деятельность начал в паровозном депо паяльщиком, лудильщиком, затем кочегаром паровоза. В 1921 году был слесарем, потом выучился на помощника машиниста и сдал экзамен на право управления паровозом. Службу в армии проходил в железнодорожных войсках. После демобилизации вернулся в родное депо.
Работая вместе с Петром Кривоносом, он был не только свидетелем его почина скоростного вождения поездов, но и страстным его последователем. Из Славянска в Лозовую угольные составы весом в 1750 тонн водили всегда двойной тягой. В декабре 1935 года Харчевников одним своим паровозом Э-733-86 взял поезд весом 1750 тонн одной тягой доставил его в Лозовую. Мало того, не только не опоздал, но и нагнал 12 минут. В январе 1936 года повторил свой рейс. На этот раз паровоз вёз тяжеловес с нагоном 29 минут, техническая скорость достигла 34 километра в час вместо плановой — 30. В 1936 году в составе лучших паровозных бригад Донецкой дороги С. А. Харчевников обучал молодых машинистов Томской и Красноярской магистралей передовым приемам вождения поездов.
С первых дней Великой Отечественной войны Харчевникову довелось перевозить на восток эвакуируемое оборудование заводов и Днепропетровщины, вести санитарные поезда, а на запад — войска и боеприпасы.
В феврале 1942 года Харчевников вёл воинский эшелон из Купянска в Красный Лиман. У входного семафора небольшой станции Радьковские Пески остановка — противники бомбили станцию. Отцепив свой локомотив, въехал на пылающую станцию и вывел в безопасное место два десятка вагонов с боепитанием, затем санитарный поезд.
В марте в составе группы железнодорожников Харчевников был направлен на Лозовской участок, освобожденный советскими войсками в январе 1942 года. Вместе с помощником отремонтировал пассажирский паровоз и совершал рейсы во фронтовой обстановке. Во время печально известной Харьковской наступательной операции Харчевников доставил на передовую два вагона боеприпасов. Возвращался с беженцами уже под дулами вражеских танков. 17 мая на станции Попасная паровоз был разбит и Харчевников влился в одну из воинских частей.
С боями отходил на восток. Трижды поднимался в штыковую атаку, был ранен в ногу и в бок. Санитарным поездом добрался до Сватово, а 1 июля был уже в Сталинграде. Здесь был зачислен в колонну паровозов особого резерва № 11 Наркомата путей сообщения. Водил воинские поезда от Красного Кута до Верхнего Баскунчака, а потом к паромной переправе через Волгу. Эту линию противники бомбили с особой жестокостью. Она оставалась единственным путём для снабжения Сталинграда, когда фашистам удалось севернее города выйти к Волге, перерезав линию от Поворино и Петрова Вала до Иловли.
За несколько месяцев самоотверженной работы под огнём противника сменил три паровоза, разбитых бомбами, был контужен. Когда наши войска стали громить окружённую вражескую группировку, он уберёг от бомбёжки эшелон с боеприпасами, хотя паровоз получил целую дюжину пробоин. На станции Эльтон, пока вражеские самолёты делали разворот для прицельной бомбёжки, Семён вывел состав с горючим на перегон, а потом благополучно доставил его к Сталинграду.
6 февраля в город-герой вошли первые пять локомотивов, чьи бригады бесстрашным трудом заслужили это почётное право. Среди них был и С. А. Харчевников. И эти локомотивы первыми повели эшелоны с бойцами Донского фронта на Поворино и далее на запад.
Утром 5 июля 1943 года противники предприняли своё последнее крупное наступление на Орловско-Курской дуге. В тот памятный день начала грандиозной битвы бригада Харчевникова находилась вблизи фронта в блиндаже, локомотив был заминирован, настолько близко был враг. Но ему прорваться не удалось. Машину разминировали и двинулись за новым грузом. О присвоении высокого звания узнал в рейсе.
Указом Президиума Верховного Совета СССР от 5 ноября 1943 года «за особые заслуги в обеспечении перевозок для фронта и народного хозяйства и выдающиеся достижения в восстановлении железнодорожного хозяйства в трудных условиях военного времени» Харчевникову Семёну Андреевичу присвоено звание Героя Социалистического Труда с вручением ордена Ленина и золотой медали «Серп и Молот».
17 декабря в Кремле заместитель Председателя Президиума Верховного Совета СССР И. Я. Варес вручил награды высокие награды, а в наркомате — знак «Почётному железнодорожнику».
11-я колонна паровозов ушла на запад, а Харчевникова наркомат направил на восстановление разрушенного Донбасса. В сентябре 1944 года он возвратился в родное депо. Принимал участие в его возрождении, выполнял обязанности машиниста-инструктора, руководил колонной «Победа». С возрождённых шахт везли уголь для оборонной промышленности, на экипировочные склады железных дорог и электростанции. Избирался депутатом Верховного Совета Украины. В 1959 году ушёл на пенсию.
Жил в городе Славянске. Скончался 25 октября 1975 года.
Награждён двумя орденами Ленина, медалями; тремя знаками «Почётному железнодорожнику».
В память о нём одна из улиц Славянска носит имя Семёна Харчевникова.